# Век (квартал в Багджълар)
„Век“ (на турски: Yüzyıl) е квартал на Истанбул, разположен в околия Багджълар. Според данни на Адресната система за регистриране на населението (ABPRS) към 2023 г. населението на „Век“ е 46 004 жители.